# 대동초등학교 (전남)
대동초등학교는 대한민국 전라남도 함평군 대동면 용성리 689에 있었던 초등학교이다.

## 변천
- 1932년 6월 1일 용성간이학교로 개교
- 1943.04.01 대동북공립국민학교로 승격
- 1946.04.01 대동북국민학교 교명 개칭
- 1951.06.01 대동국민학교 교명 개칭(대동남교, 대동북교 병합)
- 1983.03.05 병설유치원 설립
- 1992.03.01 서호분교장 통폐합
- 1998.03.01 대광초등학교 대동초등학교 대신분교장으로 격하 편입 설치
- 1999.09.01 대동초등학교 향교초등학교로 통폐합